# Коменда (Витербо)
Коменда (итал. Commenda) је насеље у Италији у округу Витербо, региону Лацио.
Према процени из 2011. у насељу је живело 314 становника. Насеље се налази на надморској висини од 344 м.